# Peypin
Peypin is een gemeente in het Franse departement Bouches-du-Rhône (regio Provence-Alpes-Côte d'Azur). De plaats maakt deel uit van het arrondissement Marseille. Peypin telde op 1 januari 2022 5.612 inwoners.

## Geschiedenis
Rond 1150 liet Pierre Brémond, heer van Auriol, hier een kasteel bouwen. Dit leidde tot een conflict met de Abdij van Saint-Victor over de eigendomsrechten op de plaats. Het kasteel bleef in de familie Brémond tot de 15e eeuw. Het kasteel (Le Castellas) werd in 1593 ontmanteld door Jean Louis de Nogaret de La Valette, hertog van Épernon, op bevel van koning Hendrik IV van Frankrijk.
In het gehucht Valdonne werd eeuwenlang steenkool gewonnen.
Na de Franse Revolutie werd Peypin een gemeente. In 1870 werd La Destrousse afgescheiden van Peypin en werd een zelfstandige gemeente.

## Geografie
De oppervlakte van Peypin bedroeg op 1 januari 2022 13,35 vierkante kilometer; de bevolkingsdichtheid was toen 420,4 inwoners per km².
Het reliëf van de gemeente is heuvelachtig met het hoogste punt in het zuiden van de gemeente, in het Allauchmassief. Door de gemeente stroomt de Merlançon, een zijrivier van de Huveaune. Verder zijn er de niet-permanente waterlopen Teisset en Rouvière.
In de gemeente liggen ook de gehuchten Valdonne en Auberge-Neuve.
De autosnelweg A52 loopt door de gemeente.
De onderstaande kaart toont de ligging van Peypin met de belangrijkste infrastructuur en aangrenzende gemeenten.

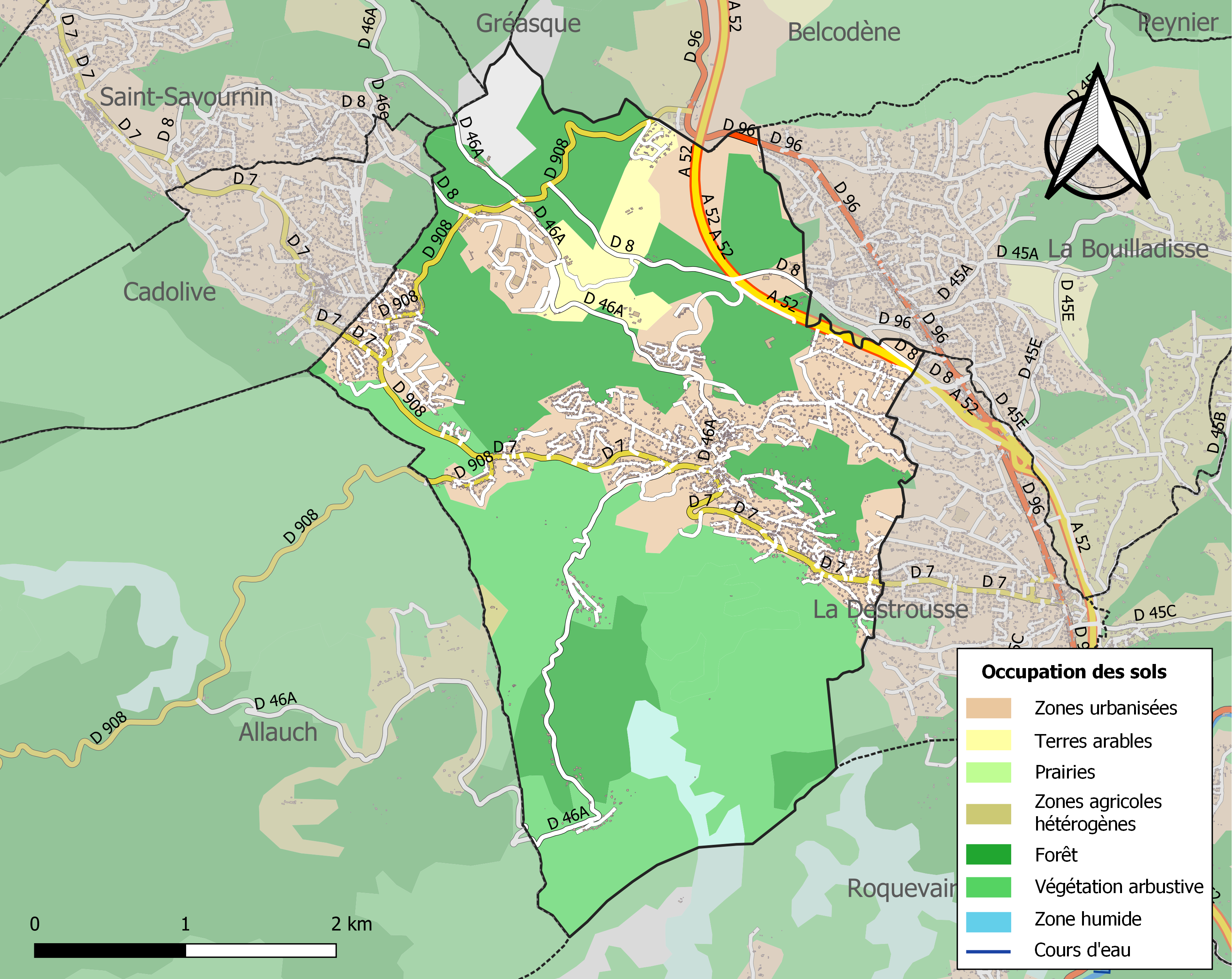

## Demografie
Onderstaande figuur toont het verloop van het inwonertal (bron: INSEE-tellingen).
Vanwege een beveiligingsprobleem met de MediaWiki Graph-software is het momenteel niet mogelijk deze grafiek weer te geven. Zodra de software is bijgewerkt zal de grafiek vanzelf weer zichtbaar worden.

## Geboren in Peypin
- Félix Gouin (1884-1977), politicus

## Bezienswaardigheden
- Le Castellas, kasteelruïne met een donjon en een stuk van de buitenmuur met twee torens
- Kasteel van Valdonne (18e eeuw)[3]